# 塔蟹守螺
塔蟹守螺（学名：Cerithium columna），是中腹足目蟹守螺科蟹守螺属的一种。主要分布于马来西亚、印度尼西亚、中国大陆、台湾，常栖息在礁石海岸，潮间带至潮下带。